# Colin Montgomerie

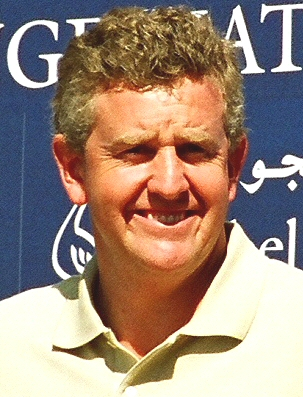
Colin Montgomerie

Colin Montgomerie, OBE, född 23 juni 1963 i Glasgow, är en skotsk golfspelare. Han kallas ofta för Monty. 
Montgomerie blev professionell 1987 och slutade etta på PGA European Tours Order of Merit varje år mellan 1993 och 1999 samt 2005. Han har 28 segrar på europatouren inklusive European PGA Tour Championships 1998, 1999 och 2000. Han vann 1987 års Scottish Amateur Championship och har slutat på andra plats i fem majors, 1994, 1997 och 2006 års U.S. Open, 1995 års PGA Championship och 2005 års British Open. Han nådde topp tio i Golfens världsranking för första gången 1994 och har som bäst blivit trea. Montgomerie vann den första upplagan av Scandinavian Masters då tävlingen spelades på Drottningholm 1991.
Montgomerie har deltagit åtta gånger i Ryder Cup (1991, 1993, 1995, 1997, 1999, 2002, 2004 och 2006) och har aldrig förlorat en singelmatch i den tävlingen. 2004 fick han äran att sänka putten som säkrade segern för Europalaget.
Montgomerie var kapten för Storbritannien & Irlands lag i de första tre upplagorna av Seve Trophy där de förlorade 2000 men vann 2002 och 2003.
Mongomerie kom etta i Volvo Bonus Pool varje år mellan 1993 och 1998. Volvo Bonus Pool var en extra prispott som delades ut mellan åren 1988 och 1998 till de bästa spelarna på europatouren under säsongen.
Vid slutet av 2004 utnämndes Montgomerie till officer i Brittiska Imperieorden, OBE. Han kommer från Turnberry där Colin Montgomerie Golf Academy ligger.

## Meriter

### Segrar på Europatouren
- 1989 Portuguese Open - TPC
- 1991 Scandinavian Masters
- 1993 Heineken Dutch Open, Volvo Masters Andalucia
- 1994 Peugeot Open de Espana, Murphy's English Open, Volvo German Open
- 1995 Volvo German Open, Trophée Lancôme
- 1996 Dubai Desert Classic, Murphy's Irish Open, Canon European Masters
- 1997 Compaq European Grand Prix, Murphy's Irish Open
- 1998 Volvo PGA Championship, One 2 One British Masters, Linde German Masters
- 1999 Benson and Hedges International Open, Volvo PGA Championship, Standard Life Loch Lomond, Volvo Scandinavian Masters, BMW International Open
- 2000 Novotel Perrier Open de France, Volvo PGA Championship
- 2001 Murphy's Irish Open, Volvo Scandinavian Masters
- 2002 Volvo Masters Andalucia
- 2004 Caltex Masters
- 2005 Hong Kong Open

### Övriga proffssegrar
- 1996 Nedbank Million Dollar Challenge (Sydafrika)
- 1997 Accenture World Championship of Golf, King Hassan II Trophy
- 1999 Cisco World Match Play Championship
- 2000 Skins Game (USA)
- 2001 Ericsson Masters (Australien)
- 2002 TCL Classic (Kina)
- 2003 Macau Open (Kina)

### Amatörsegrar
- 1985 Scottish Stroke Play Championship
- 1987 Scottish Amateur Championship

### Utmärkelser
- 1993 Harry Vardon Trophy